# Godelieve Schrama

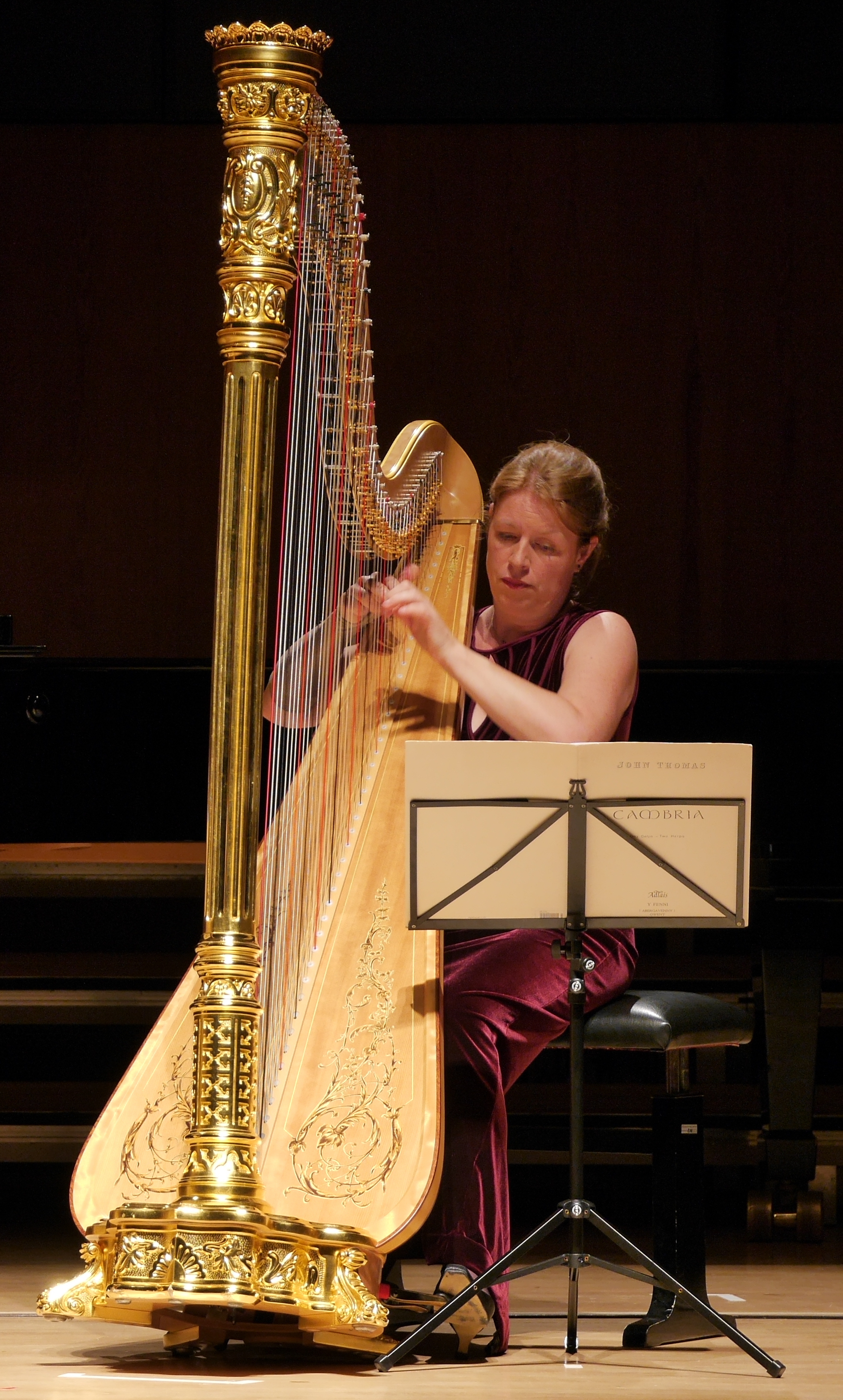
Godelieve Schrama

Godelieve Schrama, ist eine niederländische Harfenistin, Professorin für Harfe an der Hochschule für Musik Detmold und Mitglied im Ensemble Asko|Schönberg.

## Biografie
Schrama studierte am Königlichen Konservatorium in Den Haag, wo sie im Alter von 20 Jahren ihren Abschluss machte. Sie erhielt ein Stipendium des Dutch Performing Arts Fund. 1996 wurde sie mit dem Niederländischen Musikpreis des Ministeriums für Erziehung, Wissenschaft und Kultur (Nederlandse Muziekprijs) ausgezeichnet, was ihr ermöglichte, ihre Studien bei Germaine Lorenzini fortzusetzen; vier Jahre lang nahm sie privat intensiven Unterricht bei ihr in Lyon.
Schrama war seit 1994 als Solistin des ASKO|Schönberg Ensembles, dem sie bis 2019 angehörte, an Interpretationen zahlreicher Werke der Neuen Musik beteiligt. Es kam zu Uraufführungen wie Wolfgang Rihms Die Stücke des Sängers, Elmer Schönbergers Monsterkoffer oder dem Requiem von Micha Hamel beim Holland-Festival 2012, aber auch zu Alben mit Werken von Louis Andriessen, Alberto Ginastera, Xavier Montsalvatge, Kris Defoort oder Ig Henneman. Unter eigenem Namen nahm sie insbesondere Komponisten wie Britten, Fauré und Ginastera auf, aber auch Stücke, die ursprünglich für Cembalo geschrieben wurden, wie die von Scarlatti, Haydn und Soler.
Von 1998 bis 2001 unterrichtete Schrama am Konservatorium in Rotterdam. Im Jahr 2001 wurde sie zur Professorin für Harfe an der Hochschule für Musik in Detmold ernannt. Darüber hinaus gibt sie regelmäßig Meisterkurse und ist Jurymitglied bei internationalen Wettbewerben. Seit Beginn des Wintersemesters 2020/21 ist sie Prorektorin für künstlerische Angelegenheiten der Hochschule für Musik Detmold.

## Diskografie
- Scarlatti, 14 Sonaten: K. 9, 27, 124, 125, 208, 209, 213, 214, 402, 403, 420, 421, 511 und 512 (5–7. Mai 1997, Vanguard Classics/Brilliant Classics) OCLC 213447853